# Gouanines
Les Gouanines sont une tribu arabe bérabich vivant dans le nord du Mali. Musulmans sunnites malékites, ils ont pour langue maternelle le hassanya.

## Tradition
Ils font partie des Hassanes, descendants de Banu Maqtil (tribu arabe d'origine yéménite qui a émigré en Afrique du Nord au XIIIe siècle).
Les Gouanines descendent d'Ali ben Abu Taleb et ils sont donc d'origine chorfas. Ils sont alliés à d'autres communautés comme les Kel Ansar avec qui ils partagent un grand cousinage. Mais ils sont aussi alliés aux Oulad Idriss et Oulad Sleiman.

## Activités principales
Les Gouanines ont pour activités principales le commerce, l'élevage et l'agriculture, pratiquée surtout à Teherguii.

## Situation géographique
Les Gouanines sont répartis dans les cercles de Tombouctou (Tehergui, Akan Akan, Nibket Kaydam, Ber, etc.), Gourma Rharous (Dar Salam, Ghoumbali, Aïne Rahma, Dawa, etc.), Niafunké, Goundam, Achouratt, Taoudénit.

## Diaspora
La diaspora gouanine se trouve principalement au Burkina Faso, au Niger, en Côte d'Ivoire, en Algérie, en Mauritanie, en Libye, au Yémen, en Arabie saoudite et en France.

## Sous-fractions
- Les Gouanines blancs
  - Ahl Doukhnan

```
  -Ahl Rahel
  - Ahl Saaîd
  -Ahl Bâ Khatar
  -Ahl Maouloud
  -Ahl Omeleh
  -Ahl Mohamed Salah
```

- - Laghnady (

```
     -Ahl Boub Ir
     -Ahl Mama
     -Ahl Ahmedou
     -Ahl Aamar
```

```
     - Ahel Salick 
     -Ahl La Anani
     -Ahel Salima
     -Ahel Soubeï
```

- Les Gouanines noirs
  - Ahl Bilal
  - Ahl Hamma
  - Ahl Yadass (Hamnouche)

## Personnalités
- Badi Ould Ganfoud: homme politique,ex-ministre malien et président de la coordination des fractions gouanines
- Almaïmoune Ould Mohamed : homme politique, ancien maire de la commune de Ber et chef du village de Tihirgui (Fief de la tribu gouanines),

Mohamed Yehya ould Abidine:Homme politique, Directeur d'école à la retraite, 
- Lahsane ould Abdallah :Directeur d'école à la retraite et homme religieux,
- Mohamed Ould Alwata dit Labeïd: Homme politique actuellement conseiller spécial du gouverneur de Taoudeni
- Sidalamine Ould Kaïnoune : Docteur en médecine
- Alfadal Ould Sidimaleck: homme politique et religieux
- Sidi Ahmed Ould Sidi Salem: Homme politique
- Col Housseine Khoulam: Homme militaire, chef d'état major du M.A.A(Mouvement arabe de l'azawad)
- Boubacar Sadeck Ould Moustapha : homme politique et religieux
- Sididi ould Boina:Leader communautaire,
- Haboi ould Hamoidi : Homme politique, maire de la commune de Ber,
- Abidine ben Ali; Homme religieux
- Zeïnebou Mint Elhousseine: femme politique et présidente des femmes gouanines
- Mohamed Ould Ahmed: homme politique et président des gouanines de Léré
- Moctar ould hamoumou: homme politique